# Форт Пирс (Флорида)
Форт Пирс (енгл. Fort Pierce) град је у америчкој савезној држави Флорида. По попису становништва из 2010. у њему је живело 41.590 становника.

## Демографија
Према попису становништва из 2010. у граду је живело 41.590 становника, што је 4.074 (10,9%) становника више него 2000. године.
| Група             | 2000.          | 2010.          |
| Белци             | 15.516 (41,4%) | 14.639 (35,2%) |
| Афроамериканци    | 15.326 (40,9%) | 16.998 (40,9%) |
| Азијати           | 298 (0,8%)     | 354 (0,9%)     |
| Хиспаноамериканци | 5.629 (15,0%)  | 9.004 (21,6%)  |
| Укупно            | 37.516         | 41.590         |